# Веретено (село)
Верете́но — село в Полицькій сільській громаді Вараського району Рівненської області України. Населення становить 474 осіб.

## Історія
Перша письмова згадка датована 1629 роком.
У липні 1941року Полиці були окуповані німецькими військами. В районі села діяли радянські партизанські загони, а також загони ОУН-УПА. Так звана «Волинська трагедія» не обминула наше село стороною, майже 60 років ці злочини замовчувались і не вивчались науковцями: влітку 1943 року на третій день Трійці поляками були спалені села Іванчі й Веретено. За один день було вбито поляками понад 30 чоловіків, жінок і дітей села Веретено. 14 січня 1944 року село було зайняте радянськими військами. Понад 200 чоловіків з с. Полиці були мобілізовані та брали участь у боях на фронтах Німецько-радянської війни, 83 нагороджено орденами і медалями. Серед них Водько Пилип Ілліч, Гальчик Корній Йосипович і багато інших.

## Населення
За переписом населення 2001 року в селі мешкало 465 осіб.

### Мова
Розподіл населення за рідною мовою за даними перепису 2001 року:
| Мова       | Відсоток |
| ---------- | -------- |
| українська | 99,58 %  |
| російська  | 0,42 %   |

## Відомі люди
Селу приносять і приносили славу своїми іменами і талантами: Сай Лариса Іванівна — поетеса, Робітницький Сергій Миколайович — вчитель, Озеруга Володимир Іванович — єпископ, Зима Надія Іванівна — перша вчителька в Полоцькій школі, Гальчик Мосій Іванович — перший дяк Церкви Євангелістів Баптистів, Тиміш Кріт — осередок ОУН, Йосип Гутник — КПЗУ і сотні відомих і видатних односельців по всьому світі.